# Гужиця (Західнопоморське воєводство)
Гужиця (пол. Górzyca, нім. Görke an der Rega) — село в Польщі, у гміні Грифіце Грифицького повіту Західнопоморського воєводства.
Населення — 235 осіб (2011).
У 1975-1998 роках село належало до Щецинського воєводства.

## Демографія
Демографічна структура станом на 31 березня 2011 року:
|          | Загалом | Допрацездатний вік | Працездатний вік | Постпрацездатний вік |
| -------- | ------- | ------------------ | ---------------- | -------------------- |
| Чоловіки | 113     | 25                 | 80               | 8                    |
| Жінки    | 122     | 31                 | 72               | 19                   |
| Разом    | 235     | 56                 | 152              | 27                   |